# Иероним из Павии
Иероним (итал. Girolamo; умер в 770 или 787) — епископ Павии, святой (дни памяти — 19 июля и 22 июля).
По немногочисленным сведениям, до момента назначения епископом Павии в архиепархии Милана служил священником церкви Санта-Мария-делле-Пертиче. Епископство получил, по разным данным, в 737, сменив епископа Пьетро, или в 778 году и оставался епископом до свой кончины в 787 году. 
Участвовал в Латеранском соборе, на котором был осуждён антипапа Константин II.
Умер в 770 или 787 году. Похоронен в церкви Санта-Мария-делле-Пертиче.
20 декабря 1888 года канонизирован папой Львом XIII в римско-католической церкви. 